# Denpasar
Denpasar (tiếng Bali: Dénpasar)  (phát âm tiếng Indonesia: [denˈpasar]) là thủ phủ của Bali, và thường là nơi du khách đặt chân đầu tiên khi đến đảo.
Với sự phát triển nhanh chóng của nền công nghiệp du lịch tại Bali, Denpasar đã hỗ trợ và quảng bá những hoạt động thương mại và đầu tư trong tỉnh, giúp thành phố đạt tốc độ tăng trưởng cao. Dân số của Denpasar là 834.881 người năm 2012, tăng lên so với 788.445 người trong thống kê 2010. Vùng đô thị xung quanh có khoảng 2 triệu dân.